# سنفورد، دوون
سنفورد (به انگلیسی: Sandford) یک روستا و محله مدنی در بریتانیا است که در Mid Devon واقع شده‌است. سنفورد ۶۴۱ نفر جمعیت دارد.